# Guvernul Petre Roman (1)
Guvernul Petre Roman (1) a guvernat România în perioada 26 decembrie 1989 - 28 iunie 1990.

## Componență
- Prim-ministru

Petre Roman (26 decembrie 1989 - 28 iunie 1990)
- Viceprim-ministru

Gelu Voican Voiculescu (28 decembrie 1989 - 28 iunie 1990)
- Viceprim-ministru

Mihai Drăgănescu (28 decembrie 1989 - 31 mai 1990) 
31 mai 1990 - Prin decret al președintelui CPUN din 31 mai 1990, Mihai Drăgănescu se eliberează din funcția de viceprim-ministru al Guvernului, în vederea pensionării.
- Viceprim-ministru

Ioan Aurel Stoica (28 martie - 28 iunie 1990)
28 martie 1990 - Prin decretul nr. 185, publicat în M.O. nr. 44 din 30 martie 1990, Ion Aurel Stoica se eliberează din funcția de ministru al industriei construcțiilor de mașini și se numește în funcția de viceprim-ministru al guvernului.
- Viceprim-ministru

Anton Vătășescu (28 martie - 28 iunie 1990)
28 martie 1990 - Prin decretul nr. 185, publicat în M.O. nr. 44 din 30 martie 1990, Anton Vătășescu se eliberează din funcția de ministru al industriei electrotehnice și electronice și se numește în funcția de viceprim-ministru al guvernului.
- Ministrul de interne

General Mihai Chițac (28 decembrie 1989 - 14 iunie 1990)
Doru Viorel Ursu (14 - 28 iunie 1990)
14 iunie 1990 - Prin Decretul nr. 242 din 14 iunie 1990, publicat în M.Of. nr. 084 din 16 iunie 1990, generalul-colonel Mihai Chițac se eliberează din funcția de ministru de interne și se numește în aceeași funcție Doru Viorel Ursu.
- Ministrul afacerilor externe

Sergiu Celac (28 decembrie 1989 - 28 iunie 1990)
- Ministrul justiției

Teofil Pop (3 ianuarie 1990- 28 iunie 1990)
3 ianuarie 1990 - Prin Decretul nr. 15 al CFSN, Teofil Pop este numit ministrul justiției.
- Ministrul culturii

Andrei Pleșu (28 decembrie 1989 - 28 iunie 1990)
Minister nou înființat prin reorganizarea Consiliului Culturii și Educației Socialiste care s-a desființat prin Decretul CFSN nr. 12/1989.
- Ministrul învățământului

Mihai Șora (30 decembrie 1989 - 28 iunie 1990)
Minister nou înființat prin reorganizarea Ministerului Educației și Învățământului care s-a desființat prin Decretul CFSN nr. 27 din 30 decembrie 1989.
- Ministrul cultelor

Nicolae Stoicescu (18 ianuarie - 28 iunie 1990)
Minister nou creat prin reorganizarea Departamentului Cultelor care s-a desființat prin Decretul CFSN nr. 30/1990.
- Ministrul apărării naționale

General Nicolae Militaru (26 decembrie 1989 - 16 februarie 1990)
General Victor Atanasie Stănculescu (16 februarie - 28 iunie 1990)
16 februarie 1990 - Este acceptată cererea de eliberare din funcția de ministru al apărării naționale a generalului Nicolae Militaru, prin Decret CPUN nr. 124. În postul rămas liber este numit generalul-colonel Victor-Atanasie Stănculescu.
- Ministrul economiei naționale

General Victor Atanasie Stănculescu (28 decembrie 1989 - 16 februarie 1990)
Minister nou format prin reorganizarea Comitetului de Stat al Planificării (prin Decretul CFSN nr. 8/1989).
16 februarie 1990 - Victor Atanasie Stănculescu este eliberat din funcția de ministru al economiei naționale, fiind numit în funcția de ministru al apărării naționale.
- Ministrul agriculturii și industriei alimentare

Nicolae Ștefan (28 decembrie 1989 - 28 iunie 1990)
Minister nou înființat prin reorganizarea Ministerului Agriculturii și Ministerului Industriei Alimentare care s-au desființat prin Decretul CFSN nr. 10/1989.
- Ministrul energiei electrice

Adrian Georgescu (28 decembrie 1989 - 28 iunie 1990)
- Ministrul industriei chimice și petrochimice

Gheorghe Caranfil (28 decembrie 1989 - 28 iunie 1990)
- Ministrul industriei electrotehnicii, electronicii și informaticii

Anton Vătășescu (29 decembrie 1989 - 28 martie 1990)
Minister nou înființat prin reorganizarea Ministerului Electrotehnicii care s-a desființat prin Decretul CFSN nr. 25/1989.
28 martie 1990 - Prin decretul nr. 185, publicat în M.O. nr. 44 din 30 martie 1990, Anton Vătășescu se eliberează din funcția de ministru al industriei electrotehnice și electronice și se numește în funcția de viceprim-ministru al guvernului.
- Ministrul industriei metalurgice

Ioan Cheșa (29 decembrie 1989 - 28 iunie 1990)
- Ministrul petrolului

Victor Murea (29 decembrie 1989 - 28 iunie 1990)
- Ministrul industriei ușoare

Constantin Popescu (29 decembrie 1989 - 28 iunie 1990)
- Ministrul industriei construcțiilor de mașini

Ioan Aurel Stoica (30 decembrie 1989 - 28 martie 1990)
28 martie 1990 - Prin decretul nr. 185, publicat în M.O. nr. 44 din 30 martie 1990, Ion Aurel Stoica se eliberează din funcția de ministru al industriei construcțiilor de mașini și se numește în funcția de viceprim-ministru al guvernului.
- Ministrul comerțului exterior

Nicolae M. Nicolae (2 ianuarie - 28 iunie 1990)
Minister nou înființat prin reorganizarea Ministerului Comerțului Exterior și Cooperării Economice Internaționale, care s-au desființat prin Decretul CFSN nr. 7/1990.
- Ministrul minelor

Nicolae Dicu (2 ianuarie - 28 iunie 1990)
- Ministrul poștelor și telecomunicațiilor

General Stelian Pintilie (2 ianuarie - 28 iunie 1990)
- Ministrul geologiei

Ioan Folea (2 ianuarie - 28 iunie 1990)
Minister nou înființat prin reorganizarea Centralei Departamentale a Geologiei care se desființează prin Decret CFSN nr. 9/1990.
- Ministrul transporturilor

Corneliu Burada (2 ianuarie - 28 iunie 1990)
- Ministrul industriei lemnului

Ion Râmbu (14 ianuarie - 28 iunie 1990)
Minister nou înființat prin reorganizarea Ministerului Industrializării Lemnului și Materialelor de Construcții care s-a desființat, prin Decretul CFSN nr. 55/1990.
- Ministrul construcțiilor

Alexandru Dimitriu (18 ianuarie - 28 iunie 1990)
Minister nou înființat prin reorganizarea Ministerului Construcțiilor Industriale și preluarea activității de producere a materialelor de construcții și instalații de la fostul Minister al Industrializării Lemnului și Materialelor de Construcții (cf. Decret CFSN nr. 30/1990).
- Ministrul apelor, pădurilor și mediului înconjurător

Simion Hâncu (28 decembrie 1989 - 28 iunie 1990)
Minister nou înființat prin reorganizarea Consiliului Național al Apelor, Ministerului Silviculturii și Consiliului Național pentru Protecția Mediului Înconjurător care s-au desființat (prin Decretul CFSN nr. 11/1989).
- Ministrul turismului

ad-int. Mihai Lupoi (2 - 14 ianuarie 1990)
Mihai Lupoi (14 ianuarie - 7 februarie 1990)
7 februarie 1990 - Mihai Lupoi a fost destituit din funcție.
- Ministrul sănătății

Dan Enăchescu (8 ianuarie - 28 iunie 1990)
- Ministrul muncii și ocrotirilor sociale

Mihnea Marmeliuc (5 ianuarie - 28 iunie 1990)
Minister nou înființat prin reorganizarea Ministerului Muncii care se desființează, Decret CFSN nr. 23
- Ministrul sportului

Mircea Angelescu (30 decembrie 1989 - 28 iunie 1990)
Minister nou înființat prin Decretul CFSN nr. 27/1989.

## Miniștri secretari de stat
Pe lângă miniștri, în Guvernul Petre Roman (1) au fost incluși și o serie de secretari de stat cu rang de ministru.
- Ministru secretar de stat la Ministerul de Externe

Corneliu Bogdan (28 decembrie 1989 - 1 ianuarie 1990)
- Ministru secretar de stat, președinte al Comisiei Naționale pentru Statistică

Petru Pepelea (30 decembrie 1989 - 28 iunie 1990)
Comisie nou înființată prin reorganizarea Direcției Centrale de Statistică care s-a desființat.
- Ministru secretar de stat, președinte al Comisiei Naționale pentru Standarde, Metrologie și Calitate

Nicolae-George Drăgulănescu (01 februarie 1990 - 15 ianuarie 1992)
Comisia Națională pentru Standarde, Metrologie și Calitate, CNSMC, a fost organizată prin același decret al CFSN nr.86 din 1 februarie 1990, de numire a președintelui, document care menționează încetarea activității Comisiei Naționale pentru Standarde și Calitate, CNSC (organizată prin decretul CFSN nr.27 din 1989, cu privire la înființarea unor organe centrale). CNSMC avea în componența sa, conform aceluiași document, Institutul Român de Standardizare, Institutul Național de Metrologie și Oficiul de Stat pentru Calitate. Prin același document, Oficiul de Stat pentru Invenții și Mărci, OSIM, ce fusese inclus inițial în componența CNSC, a fost subordonat direct guvernului.
- Ministru secretar de stat, președinte al Comisiei Naționale pentru Protecția Muncii

Virgil Iga (5 - 31 ianuarie 1990)
Dan Andreescu (31 ianuarie - 28 iunie 1990)
- Ministru secretar de stat, șef al Departamentului Industriei Alimentare la Ministerul Agriculturii și Industriei Alimentare

Vintilă Rotaru (14 ianuarie - 28 iunie 1990)
- Ministru secretar de stat, șef al Departamentului Agriculturii de Stat la Ministerul Agriculturii și Industriei Alimentare

Dimitrie Anghelina (22 ianuarie - 28 iunie 1990)
- Ministru secretar de stat la Ministerul Agriculturii și Industriei Alimentare

Victor Surdu (22 ianuarie - 28 iunie 1990)
- Președintele Oficiului pentru Administrația Locală, cu grad de ministru secretar de stat

Costică Bădescu (7 februarie - 28 iunie 1990)
- Ministru secretar de stat în Guvern

Ovidiu Adrian Moțiu (8 februarie - 28 iunie 1990)
- Ministru secretar de stat, șef al Departamentului Metalurgiei Neferoase

Ladislau Frumosu (22 martie - 28 iunie 1990)

## Articole conexe
- Guvernul Constantin Dăscălescu (2)
- Guvernul Petre Roman (1)
- Guvernul Petre Roman (2)
- Guvernul Petre Roman (3)

## Sursă
- Rompres